# Magadania olaensis
Magadania olaensis är en flockblommig växtart som först beskrevs av Gorovoj och N.S. Pavlova, och fick sitt nu gällande namn av Pimenov och Lavrova. Magadania olaensis ingår i släktet Magadania och familjen flockblommiga växter. Inga underarter finns listade i Catalogue of Life.